# Leptura propinqua
Leptura propinqua är en skalbaggsart som beskrevs av Bland 1865. Leptura propinqua ingår i släktet Leptura och familjen långhorningar.
Artens utbredningsområde är Alaska. Inga underarter finns listade i Catalogue of Life.